# Хемптън корт (дворец)
Хемптън Корт (на английски: Hampton Court Palace) е кралски дворец във Великобритания в продължение на 200 години. Намира се на 20 км западно от Лондон в East Molesey, Surrey. Крал Хенри VIII и 5 от неговите 6 съпруги са живели тук. Има две хиляди декара градини и един прочут лабиринт от висок жив плет. Дължи много от сегашния си вид на архитекта сър Кристофър Рен.
Дворецът е построен през 1514 г. от кардинал Томас Уолси, който живее в него до 1529 г. Той наподобява италианския Палацо във Флоренция. Има много архитектурни елементи от ерата на Ренесанса.
През следващия половин век Хемптън Корт става основно жилище на британските монарси. Крал Уилям III смята, че дворецът не е в крак със съвременните тенденции и поръчва да се започне обширен ремонт в модерния тогава стил барок. Ремонтът е започнат през 1689 г., но 5 години по-късно, когато е възстановена южната фасада, кралят загубил интерес към този проект. През 1702 г. mf по време на езда в парка до Хемптън Корт той пада от коня си и скоро след това умира. Реконструкцията на двореца е преустановена (само някои работи продължават до 1737 г.).
Джордж II е последният крал, живял в двореца. До началото на XIX век Хемптън Корт бил изоставен. В епохата на романтизма апартаментът на Хенри VIII бил реконструиран и кралица Виктория го отваря за посещения.
- Фасадата на крилото на Хенри VIII
- Южната фасада на двореца (арх. К. Рен, 1694)
- Градина, оформена в стила от началото на XVI век
- Декоративна решетка